# Трипольський Євген Леонідович
Трипольський Євген Леонідович (нар. 30 січня 1962, Дніпропетровськ, нині Дніпро) — німецький шахіст українського походження. Шаховий арбітр.
Особиста карточка
Ім'я: Євген Трипольський
Федерація: Німеччина (2009)
Дата народження: 1962 р
Fide ID FIDE: 14110776
Звання: Міжнародний майстер
ELO Classic: 2379
Роки: 2004—2007
Всього ігор: 25
Перемоги: 7 (28 %)
Нічиї: 10 (40 %)
Поразки: 8 (32 %)
Оцінка: 48 %

## Біографія
Трипольський виріс у Дніпропетровську в російсько-єврейській родині;
У шість років навчився грати в шахи;
У 1974 році вступив до шахового клубу в Дніпропетровську. Перший тренер міжнародний майстер Віталій Зальцманн. Другий тренер В. П. Гергель (майстер ФІДЕ).
1977 — призер шкільної першості УРСР.
2000 — Чемпіон Дніпропетровської області з бліцу.
Тріпольський став відомий в Україні як арбітр. Був арбітром на юнацькій Олімпіаді U16 в Артеку.
З листопада 2000 року Тріпольський має звання міжнародного майстра. Виконав нормативи у двох турнірах в Україні.
2001 — міжнародний арбітр ФІДЕ.
З 1982 по 2002 рік — тренер з шахів у шаховій школі № 9 м. Дніпропетровська.
У 2002 році Тріпольський переїхав до Німеччини. Спочатку він грав за BSW Wuppertal, потім за клуб Ennepetal / Schwelm SG Ennepe-Ruhr Süd. Після переїзду в Берлін-Вільмерсдорф викладає дітям шахи.
З 21 травня 2009 року перебуває на обліку Федерації шахів Німеччини.